# Кезак (Канталь)
Кеза́к (фр. и окс. Quézac) — коммуна во Франции, находится в регионе Овернь. Департамент — Канталь. Входит в состав кантона Мор. Округ коммуны — Орийак.
Код INSEE коммуны — 15157.
Коммуна расположена приблизительно в 460 км к югу от Парижа, в 135 км юго-западнее Клермон-Феррана, в 29 км к юго-западу от Орийака.

## Население
Население коммуны на 2008 год составляло 330 человек.
| 1962 | 1968 | 1975 | 1982 | 1990 | 1999 | 2008 |
| ---- | ---- | ---- | ---- | ---- | ---- | ---- |
| 430  | 411  | 430  | 384  | 350  | 323  | 330  |

## Администрация
| Период | Период | Фамилия       | Партия       | Примечания |
| ------ | ------ | ------------- | ------------ | ---------- |
| 2001   | 2008   | Антуан Жимене | Разные левые |            |
| 2008   |        | Кристиан Галь |              |            |

## Экономика
В 2007 году среди 189 человек в трудоспособном возрасте (15—64 лет) 144 были экономически активными, 45 — неактивными (показатель активности — 76,2 %, в 1999 году было 66,7 %). Из 144 активных работали 141 человек (75 мужчин и 66 женщин), безработных было 3 (1 мужчина и 2 женщины). Среди 45 неактивных 17 человек были учениками или студентами, 18 — пенсионерами, 10 были неактивными по другим причинам.

## Фотогалерея
- Карта коммуны